# P/2013 J2 (Макнота)
P/2013 J2 (Макнота) — одна з короткоперіодичних комет сім'ї Юпітера. Відкрита 8 травня 2013 року Робертом Макнотом. На момент відкриття мала зоряну величину 18,2. Найяскравішою комета була на початку вересня 2013 р., близько 15m.